# Samuel Eto'o
Samuel Eto'o Fils (Nkongsamba, Litoral, 10 de marzo de 1981) es un exfutbolista camerunés nacionalizado español que jugaba como delantero. Fue internacional absoluto con la selección de Camerún, de la cual fue su capitán y es el máximo goleador histórico. Desde el 11 de diciembre de 2021 es el presidente de la Federación Camerunesa de Fútbol en sustitución de Seidou Mbombo Njoya con 43 votos sobre 31.
Ha sido galardonado con el premio Futbolista Africano del Año en 2003, 2004, 2005 y 2010, siendo junto a Yaya Touré los únicos jugadores en ganarlo en cuatro ocasiones.
El 17 de diciembre de 2010 se convirtió en el único jugador del mundo que ha conseguido marcar en siete torneos oficiales distintos en un mismo año (Copa Africana de Naciones 2010, Serie A 2009-10, Copa Italia 2009-10, Liga de Campeones de la UEFA 2009-10, Copa Mundial de Fútbol de 2010, Supercopa de Italia 2010 y Copa Mundial de Clubes de la FIFA 2010), superando de esta manera a Pedro Rodríguez, quien lo había conseguido en seis torneos oficiales distintos, pero a diferencia del récord de Pedro, en que las seis competiciones fueron a nivel de club, Samuel Eto'o marcó en cinco torneos distintos con su club y en dos torneos diferentes con su selección.
Actualmente ocupa el puesto n.º19 en la clasificación de máximos goleadores de la Liga Española, es el máximo goleador histórico de la selección de Camerún, del Real Club Deportivo Mallorca y también el noveno máximo goleador en la historia del FC Barcelona.

## Trayectoria

### Inicios
Empezó su carrera en el Club Deportivo Leganés de España y en 1996 fichó por el Real Madrid Castilla. Tras descender con el filial blanco a Segunda División B en su primera temporada, el club decidió cederle al Club Deportivo Leganés, equipo en el que estuvo durante toda la temporada 1997-98.

### Real Madrid
Al año siguiente regresó al Real Madrid, debutando en la Primera división de España el 5 de diciembre de 1998 en el partido RCD Espanyol 0-0 Real Madrid. Aunque a mitad de temporada se marcha en calidad de cedido al RCD Espanyol, ese es el único partido de liga que disputaría Eto'o esa temporada, ya que en el RCD Espanyol solo disputaría partidos amistosos. A pesar de todo, esa temporada Eto'o consiguió proclamarse campeón de la Copa Intercontinental con el Real Madrid. En 1999 regresó al Real Madrid, donde casi no dispuso de oportunidades de jugar. A mitad de temporada, decidió irse a las filas del Real Club Deportivo Mallorca.
Pese a su salida rumbo a Mallorca, disputó un total de tres encuentros con la camiseta del Real Madrid en UEFA Champions League aquella temporada. Esto hace que Eto'o sea considerado también campeón de Champions League.

### RCD Mallorca
El club balear se hizo con el 50% de los derechos federativos de Eto'o a cambio de 7,2 millones de euros. De este modo, el Real Madrid podía recuperarlo a mitad de precio, o conseguir la mitad del importe del traspaso si Eto'o fuese vendido a otro club.
En el RCD Mallorca, Eto'o empieza a jugar y a darse a conocer en el fútbol español. Cada vez jugó más partidos hasta que, finalmente, se hizo un hueco en el once inicial de su club. Fue el autor de dos de los tres goles del Real Mallorca en la final de la Copa del Rey de la temporada 2002-03, en la que el Mallorca derrotó por tres a cero al Recreativo de Huelva. Le dedicó los goles y el título al camerunés Marc-Vivien Foé, amigo íntimo y compañero de selección, fallecido trágicamente 48 horas antes de la final de Copa, cuando jugaba en Lyon la Copa FIFA Confederaciones.
Eto'o permaneció en el RCD Mallorca cinco temporadas, disputando 133 partidos de liga, en los que marcó 54 goles, convirtiéndose así en el máximo goleador de la historia del Real Mallorca en Liga. Con el Mallorca también disputó la Liga de Campeones (aunque ya había debutado con el Real Madrid), y con sus dos goles en la competición, también es el máximo goleador del Mallorca en Liga de Campeones. Todo ello le sirvió para ser nombrado futbolista africano del año en 2003, por primera vez.

### FC Barcelona

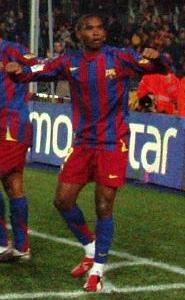
Eto'o, celebrando un gol en el F. C. Barcelona.

En verano de 2004, tras varias temporadas de extraordinario rendimiento en el Mallorca, llegó el momento para Samuel Eto'o de dar el salto a un gran club de Europa. Fue objeto de deseo de varios clubes, entre ellos el Valencia CF o el Chelsea FC, incluso el Real Madrid se planteó recuperarlo. El jugador decidió fichar por el F. C. Barcelona, sabiendo que en ese club tendría asegurada la titularidad. El 11 de agosto, el Barcelona cerró el fichaje de Eto'o por cuatro años, con un coste de 24 millones. Real Madrid y Real Mallorca, propietarios a partes iguales del jugador, recibieron 12 millones de euros cada uno. El club madridista, que renunció al delantero camerunés, invirtió inmediatamente el dinero en el fichaje del delantero inglés Michael Owen.
Esa temporada fue el delantero titular de su nuevo equipo. Anotó su primer gol en su debut oficial con el Barça ante el Racing de Santander en El Sardinero, mediante un penalti. Igual que en anteriores campañas, anotó un gol a su antiguo club; Real Madrid. Fue el protagonista de la goleada del Barça al equipo blanco en el Camp Nou (3-0); aprovechando un error de Roberto Carlos y Casillas para abrir el marcador y después provocando un penalti.
Un gol suyo, el gol del empate (minuto 60), marcado el 14 de mayo de 2005 en el partido Levante UD 1 - 1 F. C. Barcelona significó el título de campeón de la Liga española para el F. C. Barcelona. Según los datos oficiales de LaLiga compartió junto al uruguayo Diego Forlán el puesto de máximo goleador de la liga en la temporada 2004-05 con 25 goles, pero el Trofeo Pichichi fue adjudicado en solitario al jugador del Villarreal CF. También volvió a ser nombrado por segunda vez mejor jugador de África, por delante del marfileño Didier Drogba.
Consiguió la Bota de Bronce europea en la temporada 2004-2005 con sus 24 goles, uno menos que Diego Forlán y Thierry Henry y en la temporada 2005-2006 con 26 goles, detrás de Luca Toni con 31 y Thierry Henry con 27.
En 2005 Eto'o se proclamó campeón de la Supercopa de España de Fútbol. El 20 de diciembre de ese mismo año fue elegido por la FIFA como tercer mejor jugador del año, por detrás de Lampard, segundo y el jugador del Barça Ronaldinho. Además fue incluido en el "Equipo Ideal de la FIFA" por segunda vez consecutiva. Y por tercera vez consecutiva, se coronó como el mejor jugador africano de 2005, convirtiéndose en el jugador que en más ocasiones ha recibido el premio.
En febrero de 2006, en el partido Zaragoza - Barcelona de la liga española, amenazó con retirarse del terreno de juego por escuchar gritos racistas simiescos, en referencia a su origen africano, pero pudo ser calmado por sus compañeros, entrenador y colegiado para que siguiese disputando el partido. Este incidente volvió a colocarlo en el centro de numerosas discusiones, tras haber escupido a un rival y ser aludido polémicamente por el entrenador Javier Clemente ("los que escupen son los que se bajan del árbol").

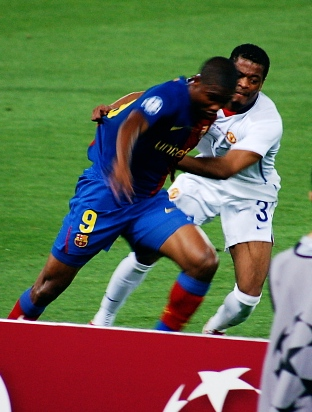
Eto'o luchando un balón con Patrice Evra, en la final de la Liga de Campeones que ganó el club blaugrana en Roma en mayo de 2009.

Durante la temporada 2005-06 consiguió alzarse con el trofeo de máximo realizador de la Liga Española con 26 tantos, ayudando así a que el FC Barcelona lograse su segundo campeonato liguero consecutivo. Esa temporada también se alzó con la Liga de Campeones ante el Arsenal FC, en un partido en el que logró marcar el gol que daba el empate momentáneo al Barcelona. Fue nombrado por la UEFA como el mejor jugador de la final, disputada en el Stade de France de París, y como el mejor delantero de la competición, por delante de su compañero Ronaldinho, y del francés Thierry Henry.

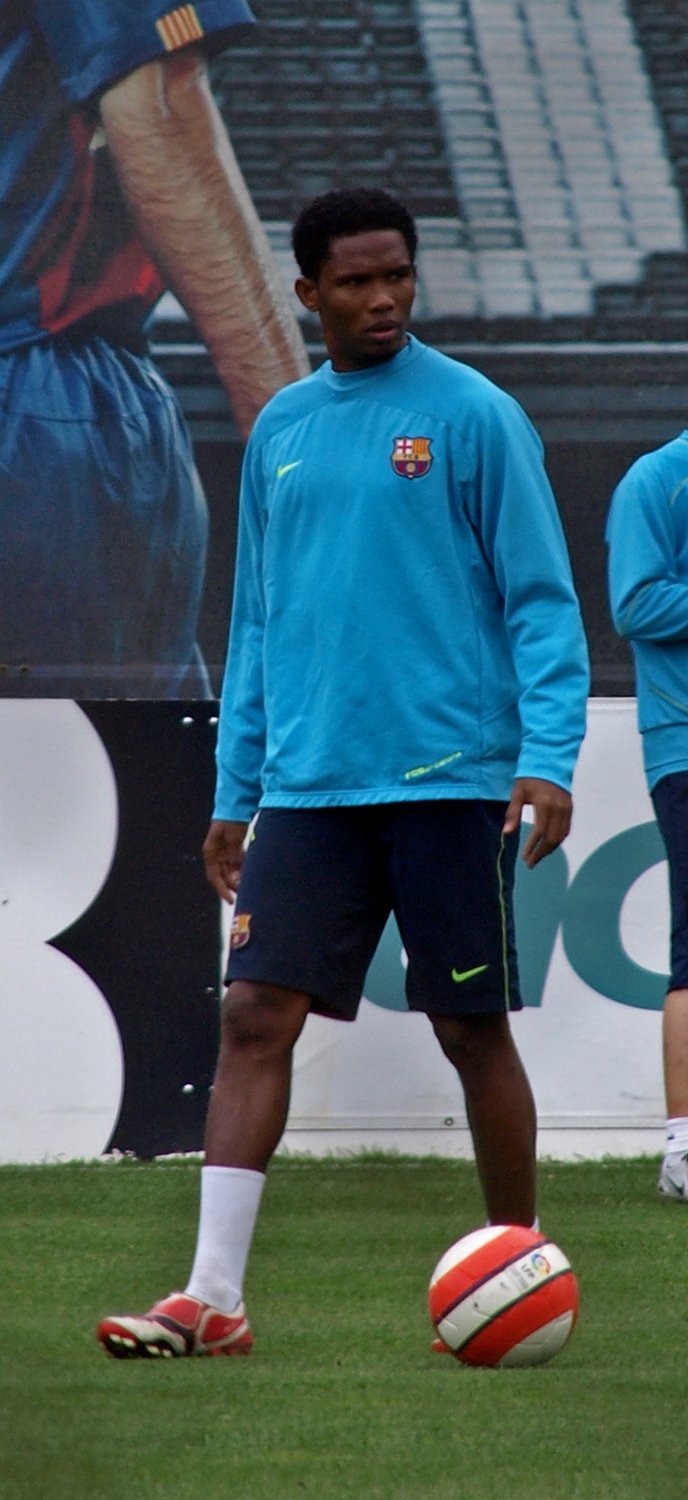
Samuel Eto'o en un entrenamiento con el Barça, 2008.

En la temporada 2006-07, en un partido de Liga de Campeones frente al Werder Bremen, sufrió una rotura de menisco en la rodilla derecha, su lesión más grave hasta el momento. Los médicos del FC Barcelona estimaron su recuperación en unos cinco meses, perdiendo así gran parte de la temporada, cuando apenas se había disputado un mes de ella.
Los plazos de cinco meses se cumplieron, y finalmente pudo reincorporarse al equipo en el mes de febrero, para encarar la recta final de la temporada en la que marcó 16 tantos en 18 partidos de Liga que no sirvieron para que el Barcelona ganara la competición, ya que quedaron segundos, empatados a puntos con el Real Madrid.
Después de recuperarse de su lesión, Eto'o, muy enfadado, dio un discurso a la prensa, conocida como la gran rajada. En ella declaraba públicamente la ruptura del vestuario del Barcelona en dos bandos, los partidarios del presidente Joan Laporta (entre ellos él mismo) y los contrarios a este y favorables al anterior vicepresidente Sandro Rosell, capitaneados por Ronaldinho y Deco. Las grietas en la plantilla del Barcelona causaron una crisis de resultados, hasta tal punto de que los azulgrana no volvieron a ganar títulos hasta que estos últimos jugadores abandonaron el club.
El 17 de octubre de 2007 juró la Constitución Española obteniendo dicha nacionalidad.
En febrero de 2008 fue sancionado por el Comité de Competición de la Real Federación Española de Fútbol, con 12 000 euros por cánticos contra el Real Madrid y Francisco Franco durante la celebración del título de liga, en 2005.
El 17 de junio de 2008, el nuevo técnico del F. C. Barcelona Pep Guardiola hizo público en su presentación que no contaba con los jugadores Deco, Ronaldinho y el propio Eto'o. En las semanas sucesivas, se publicó en la prensa el interés de diversos equipos por el jugador. No obstante, el 12 de agosto de 2008, Pep Guardiola anunció en rueda de prensa que finalmente el jugador seguiría como miembro de la plantilla azulgrana. En aquella temporada, Eto'o lograría anotar 36 goles en todas las competiciones (su mejor marca en aquel momento) y su equipo se alzó con el "triplete".

### Inter

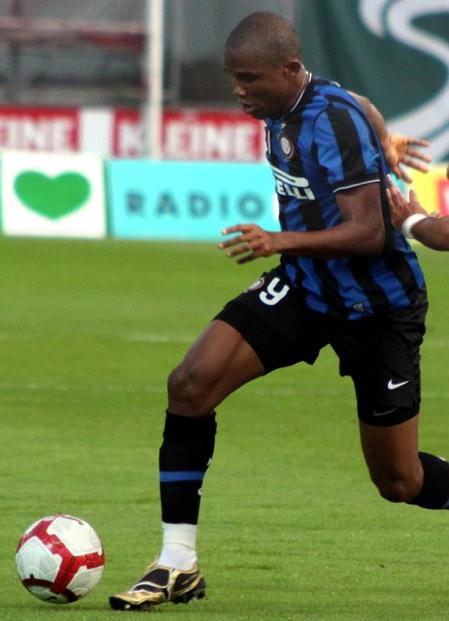
Samuel Eto'o con camiseta del Internazionale.

Eto'o fue transferido al Inter de Milán a cambio de Zlatan Ibrahimović y 38 millones de euros que pagó el club barcelonés al Inter de Milán. La negociación fue confirmada oficialmente el 27 de julio de 2009. Su contrato tenía una vigencia de cinco años, hasta el 30 de junio de 2014.
El 22 de mayo de 2010, su equipo consiguió ganar la Liga de Campeones de la UEFA, al derrotar en la final al Bayern de Múnich, en el Estadio Santiago Bernabéu, con resultado de 2-0, con dos goles de Diego Milito. Eso convirtió a Eto'o en el primer futbolista en ganar dos "tripletes" de forma consecutiva: con el F. C. Barcelona y con el Inter de Milán.
El 23 de noviembre de 2010 el organismo disciplinario de la liga italiana decide multar al jugador con 3 partidos de sanción y 30000 € por un cabezazo a Cesar en el partido contra el Chievo en la temporada 2010-11 del Calcio, al igual que hiciera Zinedine Zidane en la final de la Copa Mundial de Fútbol de 2006.
A pesar de esta sanción pudo participar del Mundial de Clubes 2010 donde disputó los dos partidos, incluyendo la Final frente al TP Mazembe, donde anotó el segundo gol para el conjunto italiano. Tras la consagración del Inter de Milán como nuevo campeón del mundo, el camerunés fue elegido mejor jugador de la Final y Balón de Oro del torneo. Acabaría la temporada ganando también la Copa Italia y marcando 20 goles en la Serie A, además de batir su propio récord de goles en una temporada (37) y de convertirse en el extranjero que más goles ha marcado con la camiseta nerazzurra.

### Anzhi

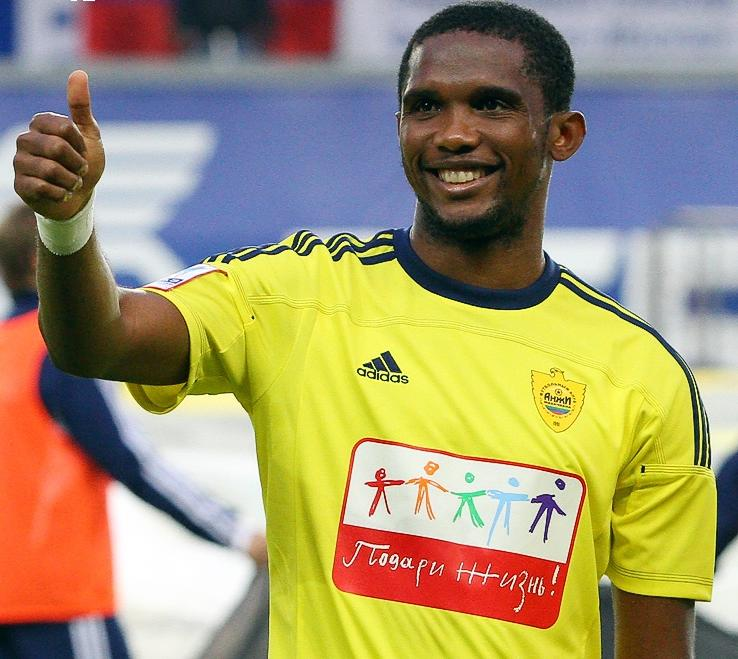
Samuel Eto'o con el Anzhi Majachkalá.

El 23 de agosto de 2011, se confirma el traspaso de Eto'o al FC Anzhi Majachkalá de la Liga Premier de Rusia, con 20 millones de euros anuales se convierte en el futbolista mejor pagado.
Eto'o anotó su primer gol en una derrota 5-3 en casa ante el CSKA de Moscú dejando a su equipo con cuatro puntos por encima de Krasnodar con solo dos jornadas para el final de la calificación para el Grupo de Campeonato. Al final de la Liga Premier de Rusia 2012-13 Eto'o hizo a los mejores 33 jugadores de la lista de temporada como el #1 Haga Striker.
El Multimillonario dueño del Anzhi Suleiman Kerimov conmocionó al mundo del fútbol ruso, al decidir en agosto de 2013, reducir proporcionalmente las ambiciones del club y así reducir drásticamente su presupuesto. Como resultado, casi todos los jugadores estrella, que se firmaron en un intento por hacer grande al club, fueron puestos en el mercado.

### Chelsea

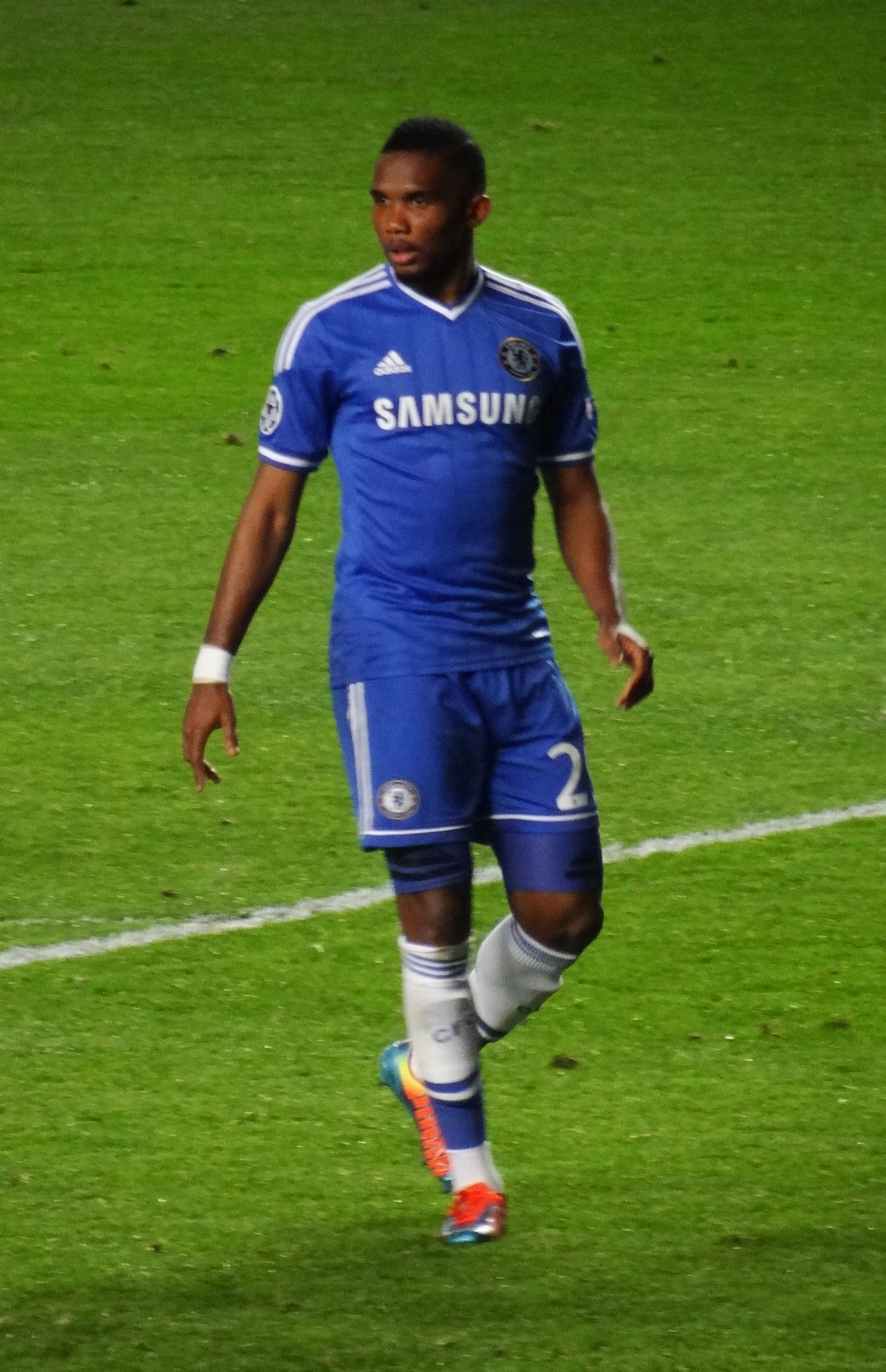
Samuel Eto'o jugando en el Chelsea en 2014.

El 29 de agosto de 2013, Eto'o se incorporó al Chelsea Football Club, donde jugó una temporada con escaso protagonismo. Se convirtió agente libre después de no renovar su contrato.
Marcó su primer gol con el Chelsea el 19 de octubre de 2013 contra el Cardiff City, en el que daba el Chelsea la ventaja. En casa de la Liga de Campeones el partido del Chelsea contra el Schalke 04 el 6 de noviembre, Eto'o marcó dos goles en la victoria por 3-0.
En primer arranque liguero de Eto'o de 2014, el 20 de enero, marcó su primer triplete en la Premier League para el Chelsea, ganando los azules en la victoria 3-1 sobre el Manchester United en Stamford Bridge. El 8 de marzo, Eto'o abrió marcador en la victoria de 4-0 del Chelsea sobre el Tottenham cuando Jan Vertonghen envió un backpass directamente en su camino. Fue el gol número 300 en su carrera en clubes.
En el partido de vuelta de la Liga de Campeones de la UEFA Chelsea por primera fase empata ante el Galatasaray, Eto'o dio el una ventaja temprana a los cuatro minutos con su décimo gol de la temporada, en un partido que iban a ganar 2-0. Eto'o continuó su buena forma con otro gol tempranero, en el quinto minuto ante el Arsenal F. C. el 22 de marzo. Sin embargo, fue entonces sustituido en el minuto 10 por Fernando Torres después de recoger una leve lesión, Chelsea ganó el juego 6-0.

### Everton

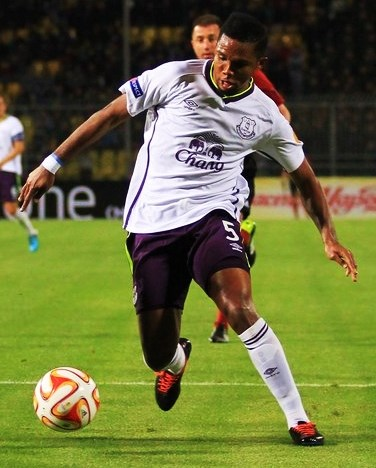
Eto'o en un partido de la Europa League 2014-15 contra el Krasnodar.

Después de varios rumores relacionándolo con el fútbol de los Países Bajos e Italia, Eto'o permaneció en el fútbol inglés de la mano del Everton F. C. Su llegada se hizo oficial el 26 de agosto de 2014, firmando un contrato de 2 años con los toffees.
Hizo su debut en cuatro días más tarde, marcando un gol de cabeza en la derrota 3-6 en casa de su exequipo el Chelsea. Dijo que quería ganar la Liga Europa de la UEFA con el Everton, un torneo que nunca había ganado antes, sin embargo, Eto'o lo dejó a la mitad de su primera temporada en el Everton, después de haber marcado 4 goles en 20 partidos en todas las competiciones para ellos.

### Sampdoria
El 24 de enero de 2015 se anunció su fichaje por la U. C. Sampdoria en un contrato por dos años y medio de duración.
A comienzos de febrero tuvo una discusión con el entrenador del equipo Siniša Mihajlović, ya que se negó a entrenar en doble jornada el día después de su debut (derrota por 5-1 ante Torino), por lo que fue excluido temporalmente del plantel, pero reintegrado definitivamente al equipo a finales del mes. Eto'o fue titular en la mayoría de los partidos que jugó y a pesar de no conseguir marcar muchos goles, se convirtió en uno de los ejes más importantes del ataque del equipo.
El 7 de marzo de 2015 marco su primer gol con el club en la victoria 2 a 0 sobre el Cagliari Calcio. El 24 de mayo en su penúltimo partido en el club marco su último gol en el equipo en el empate a un gol en su visita al Empoli FC.

Al igual que en Everton, Eto'o estuvo solo media temporada en el club italiano, finalizando la Serie A 2014-15 en el 7° lugar, logrando clasificarse para la Liga Europa de la UEFA 2015-16, pero con tan solo 2 tantos a su haber en 18 partidos disputados.

### Antalyaspor
El 24 de junio de 2015 se confirmó que el club Antalyaspor Kulübü de la Superliga de Turquía había fichado por una temporada. En el club turco recibirá 3,3 millones de euros anuales. Debutaría el 15 de agosto debuta con doblete en la victoria como visitantes 3 a 2 sobre el İstanbul Başakşehir. Vuelve a marcar doblete el 12 de septiembre marcando los dos goles de la victoria sobre Eskişehirspor. El 14 de marzo de 2016 marca su primer doblete del año en el 3 a 0 sobre el Bursaspor. El 16 de abril sale como la figura del partido en el 4-2 sobre el Galatasaray. El 1 de mayo da la victoria por la mínima sobre el Konyaspor siendo su último gol en la temporada en la que haría 20 goles en 32 partidos volviendo a tener una gran cuota goleada después de varios años.
Su primer gol de la temporada 2016/17 lo marca el 11 de septiembre en la derrota como locales 1-3 frente al Konyaspor. El 31 de octubre marca el gol de la victoria como visitantes sobre Kayserispor, cinco días después el 5 de noviembre le da nuevo la victoria a su equipo por la mínima frente a Gençlerbirliği. El 3 de diciembre marca su primer doblete de la temporada en el empate a dos goles en su visita al İstanbul Başakşehir.
El 28 de enero marca los dos goles de la victoria 2 por 1 sobre Alanyaspor. El 18 de febrero sobre el final del partido marca el gol de la victoria en casa sobre Karabükspor.

### Catar SC
A mediados de agosto de 2018 ficha por el club catarí.

### Retirada
A pesar de que en septiembre de 2019 anunció su retirada del fútbol profesional tras jugar 586 partidos en clubes y marcar más de 400 goles entre selección y clubes, el Racing Murcia, equipo de la Tercera División española, quiso ficharlo para que jugara la Copa del Rey de la temporada 2020-21. En 2022 fue condenado por fraude fiscal.
Eto'o fue elegido presidente de la Federación Camerunesa de Fútbol en diciembre de 2021. En 2023, fue acusado de participar en un plan de arreglo de partidos. El medio Camfoot ha publicado una conversación entre Eto'o y el presidente del Vitoria United sobre, supuestamente, conceder ayudas al equipo para su ascenso de categoría.
El 7 de marzo de 2025, el Tribunal Arbitral del Deporte ordenó la reincorporación de la candidatura de Samuel Eto'o en la lista de candidatos para la elección de los miembros del comité ejecutivo de la CAF.

## Selección nacional

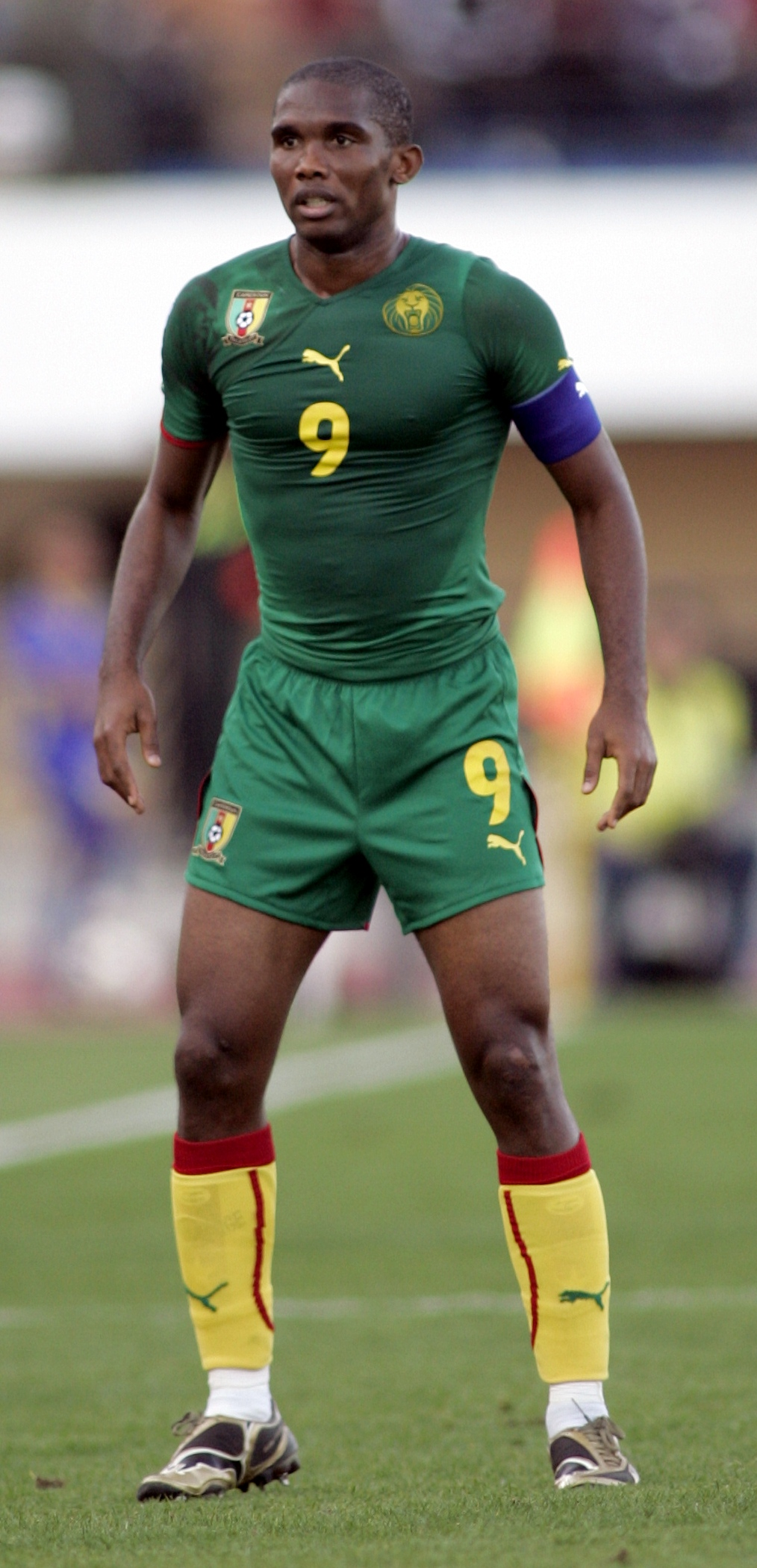
Eto'o jugando con la selección de.

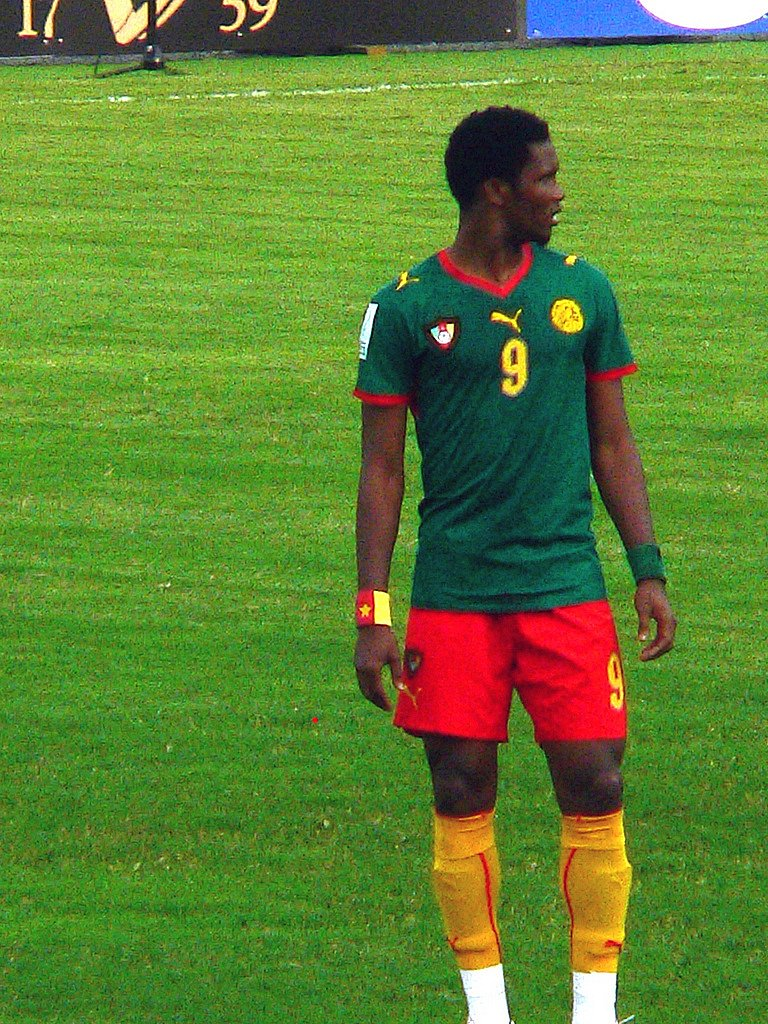
Eto'o en la Copa Africana de Naciones 2008, donde la selección de Camerún quedó subcampeona tras perder en la final con Egipto.

Ha sido internacional con la selección de fútbol de Camerún en 118 ocasiones y ha anotado 56 goles, siendo el máximo goleador histórico. Su debut se produjo el 9 de marzo de 1997 en el partido que jugaron Costa Rica y Camerún, el cual cayeron 5-0 en favor de Costa Rica en el Estadio Ricardo Saprissa en San José, Costa Rica.
En 2000, Eto'o ganó la medalla de oro en las olimpiadas de Sídney, ganando la final a España en la tanda de penaltis tras un empate a dos. En aquel equipo de Camerún jugaban futbolistas como Lauren, Geremi, Wome y Carlos Kameni, quien con solo 16 años fue decisivo en los penaltis.
Eto'o ha conquistado dos veces la Copa Africana de Naciones y quedó subcampeón de la Copa FIFA Confederaciones 2003. Es el máximo goleador de la historia de la Copa de África con 16 tantos. En la Copa Africana de Naciones de 2006, Camerún fue eliminada en la tanda de penaltis ante su clásico rival, Costa de Marfil. En el lanzamiento número 23 de la que fue la tanda más larga de la historia de esta competición, Eto'o falló su segundo tiro después de que los dos equipos hubieran anotado todos sus penaltis.

### Participaciones en Copas del Mundo
Jugó con la selección de fútbol de Camerún el Mundial de 1998 disputando un encuentro contra Italia en el que fue suplente e ingresó en el minuto 66 por François Oman-Biyik.
Participó también en el Mundial de Fútbol de Corea y Japón de 2002 disputando tres encuentros contra Irlanda, Arabia Saudita y Alemania. Eto'o fue titular en todos los partidos de ese Mundial y marcó un gol en el partido contra Arabia Saudita, siendo su primer gol en Mundiales.
Eto'o no participó en el Mundial de 2006 celebrado en Alemania al no clasificarse su selección. Un penal fallado por Pierre Wome ante Egipto en la fase de clasificación fue decisivo para la eliminación del combinado camerunés. Samuel Eto'o fue duramente criticado por sus compañeros de equipo, la prensa y aficionados por no haber tirado aquel penal.
Eto'o llegó al Mundial de 2010 tras haberse clasificado con la Selección de Camerún siendo líder invicto del Grupo 1 en la primera fase con 16 puntos, ganando 5 partidos y empatando 1, tras haberse enfrentado a Cabo Verde, Tanzania y Mauricio, y siendo líder igualmente del Grupo A en la segunda fase de las Eliminatorias. Eto'o marcó 9 goles en 11 partidos y fue el segundo goleador de dichas clasificatorias, tras Moumouni Dagano.
En el segundo partido por el Grupo E del Mundial de 2010 marcó un gol contra Dinamarca, sin embargo, su equipo fue derrotado 2-1 con lo cual quedaría eliminado del Mundial en primera ronda.
Volvió a anotar de penal contra Holanda, pero a pesar de su gol, el partido terminaría 2-1 a favor de los holandeses, por lo que Camerún terminaría sin ningún punto en el Mundial.

### Participaciones en fases finales
| Competición                    | Categoría | Sede                  | Resultado        | Partidos | Goles |
| ------------------------------ | --------- | --------------------- | ---------------- | -------- | ----- |
| Copa Mundial de Fútbol de 1998 | Absoluta  | Francia               | Primera fase     | 1        | 0     |
| Copa Africana de Naciones 2000 | Absoluta  | Ghana y Nigeria       | Campeón          | 5        | 4     |
| Juegos Olímpicos 2000          | Sub-23    | Sídney                | Medalla de oro   | 5        | 1     |
| Copa Confederaciones 2001      | Absoluta  | Corea del Sur y Japón | Primera fase     | 3        | 0     |
| Copa Africana de Naciones 2002 | Absoluta  | Malí                  | Campeón          | 6        | 1     |
| Copa Mundial de Fútbol de 2002 | Absoluta  | Corea del Sur y Japón | Primera fase     | 3        | 1     |
| Copa Confederaciones 2003      | Absoluta  | Francia               | Subcampeón       | 4        | 1     |
| Copa Africana de Naciones 2004 | Absoluta  | Túnez                 | Cuartos de final | 4        | 1     |
| Copa Africana de Naciones 2006 | Absoluta  | Egipto                | Cuartos de final | 4        | 5     |
| Copa Africana de Naciones 2008 | Absoluta  | Ghana                 | Subcampeón       | 6        | 5     |
| Copa Africana de Naciones 2010 | Absoluta  | Angola                | Cuartos de final | 4        | 2     |
| Copa Mundial de Fútbol de 2010 | Absoluta  | Sudáfrica             | Primera fase     | 3        | 2     |
| Copa Mundial de Fútbol de 2014 | Absoluta  | Brasil                | Primera fase     | 1        | 0     |
| Total                          | Total     | Total                 | Total            | 49       | 23    |

## Vida privada
Samuel se casó en 2014 con Georgette, de origen marfileño, tras tener tres hijos con ella.
Eto'o se ha enfrentado a varias demandas de paternidad, frente a las que se ha mostrado no colaborativo. En 2022 fue condenado a reconocer la paternidad de su hija Erika, de entonces 22 años, quien logró este reconocimiento tras tres años de litigio. Sin embargo, el padre se ha negado a abonar la pensión de alimentos que le corresponde, lo que le valió una nueva denuncia de su hija. Con su hijo Etienne, futbolista igual que el padre, mantiene también una relación complicada.

## Estadísticas

### Clubes
| Club | Div.          | Temporada     | Liga  | Liga  | Liga   | Copas nacionales(1) | Copas nacionales(1) | Copas nacionales(1) | Copas internacionales(2) | Copas internacionales(2) | Copas internacionales(2) | Total | Total | Total  | Media goleadora |
| Club | Div.          | Temporada     | Part. | Goles | Asist. | Part.               | Goles               | Asist.              | Part.                    | Goles                    | Asist.                   | Part. | Goles | Asist. | Media goleadora |
| --- | ------------- | ------------- | ----- | ----- | ------ | ------------------- | ------------------- | ------------------- | ------------------------ | ------------------------ | ------------------------ | ----- | ----- | ------ | --------------- |
| CD Leganés · España | 2.ª           | 1997-98       | 28    | 3     | 5      | 2                   | 1                   | 0                   | —                        | —                        | —                        | 30    | 4     | 5      | 0,13            |
| CD Leganés · España | Total club    | Total club    | 28    | 3     | 5      | 2                   | 1                   | 0                   | 0                        | 0                        | 0                        | 30    | 4     | 5      | 0,13            |
| Real Madrid CF · España | 1.ª           | 1998-99       | 2     | 0     | 0      | —                   | —                   | —                   | —                        | —                        | —                        | 1     | 0     | 0      | 0,00            |
| Real Madrid CF · España | 1.ª           | 1999-00       | 5     | 0     | 0      | —                   | —                   | —                   | 4                        | 0                        | 0                        | 6     | 0     | 0      | 0,00            |
| Real Madrid CF · España | Total club    | Total club    | 7     | 0     | 0      | 0                   | 0                   | 0                   | 4                        | 0                        | 0                        | 7     | 0     | 0      | 0,00            |
| RCD Espanyol · España | 1.ª           | 1998-99       | —     | —     | —      | 1                   | 0                   | 0                   | —                        | —                        | —                        | 1     | 0     | 0      | 0,00            |
| RCD Espanyol · España | Total club    | Total club    | 0     | 0     | 0      | 1                   | 0                   | 0                   | 0                        | 0                        | 0                        | 1     | 0     | 0      | 0,00            |
| RCD Mallorca · España | 1.ª           | 1999-2000     | 13    | 6     | 4      | —                   | —                   | —                   | —                        | —                        | —                        | 13    | 6     | 4      | 0,46            |
| RCD Mallorca · España | 1.ª           | 2000-01       | 28    | 11    | 4      | 5                   | 2                   | 0                   | —                        | —                        | —                        | 33    | 13    | 4      | 0,39            |
| RCD Mallorca · España | 1.ª           | 2001-02       | 30    | 6     | 5      | 1                   | 1                   | 0                   | 9                        | 3                        | 1                        | 40    | 10    | 6      | 0,25            |
| RCD Mallorca · España | 1.ª           | 2002-03       | 30    | 14    | 2      | 6                   | 5                   | 0                   | —                        | —                        | —                        | 36    | 19    | 2      | 0,53            |
| RCD Mallorca · España | 1.ª           | 2003-04       | 32    | 17    | 10     | 4                   | 1                   | 1                   | 7                        | 4                        | 0                        | 43    | 22    | 11     | 0,51            |
| RCD Mallorca · España | Total club    | Total club    | 133   | 54    | 25     | 16                  | 9                   | 1                   | 16                       | 7                        | 1                        | 165   | 70    | 27     | 0,42            |
| F.C. Barcelona · España | 1.ª           | 2004-05       | 37    | 25    | 5      | 1                   | 0                   | 0                   | 7                        | 4                        | 2                        | 45    | 29    | 7      | 0,62            |
| F.C. Barcelona · España | 1.ª           | 2005-06       | 34    | 26    | 7      | 2                   | 2                   | 0                   | 11                       | 6                        | 4                        | 47    | 34    | 11     | 0,72            |
| F.C. Barcelona · España | 1.ª           | 2006-07       | 19    | 11    | 8      | 4                   | 1                   | 0                   | 4                        | 1                        | 3                        | 27    | 13    | 11     | 0,48            |
| F.C. Barcelona · España | 1.ª           | 2007-08       | 18    | 16    | 4      | 3                   | 1                   | 0                   | 7                        | 1                        | 0                        | 28    | 18    | 4      | 0,64            |
| F.C. Barcelona · España | 1.ª           | 2008-09       | 36    | 30    | 5      | 4                   | 0                   | 0                   | 12                       | 6                        | 3                        | 52    | 36    | 8      | 0,69            |
| F.C. Barcelona · España | Total club    | Total club    | 144   | 108   | 29     | 14                  | 4                   | 0                   | 41                       | 18                       | 12                       | 199   | 130   | 41     | 0,65            |
| Inter de Milán · Italia | 1.ª           | 2009-10       | 32    | 12    | 7      | 3                   | 2                   | 0                   | 13                       | 2                        | 2                        | 48    | 16    | 9      | 0,33            |
| Inter de Milán · Italia | 1.ª           | 2010-11       | 35    | 21    | 10     | 5                   | 7                   | 0                   | 13                       | 9                        | 6                        | 53    | 37    | 16     | 0,70            |
| Inter de Milán · Italia | 1.ª           | 2011-12       | —     | —     | —      | 1                   | 0                   | 0                   | —                        | —                        | —                        | 1     | 0     | 0      | 0,00            |
| Inter de Milán · Italia | Total club    | Total club    | 67    | 33    | 17     | 9                   | 9                   | 0                   | 26                       | 11                       | 8                        | 102   | 53    | 25     | 0,51            |
| FK Anzhí Majachkalá · Rusia | 1.ª           | 2011-12       | 22    | 13    | 6      | 1                   | 0                   | 0                   | —                        | —                        | —                        | 23    | 13    | 6      | 0,57            |
| FK Anzhí Majachkalá · Rusia | 1.ª           | 2012-13       | 25    | 10    | 7      | 3                   | 2                   | 0                   | 16                       | 9                        | 3                        | 44    | 21    | 10     | 0,48            |
| FK Anzhí Majachkalá · Rusia | 1.ª           | 2013-14       | 6     | 2     | 0      | —                   | —                   | —                   | —                        | —                        | —                        | 6     | 2     | 0      | 0,33            |
| FK Anzhí Majachkalá · Rusia | Total club    | Total club    | 53    | 25    | 13     | 4                   | 2                   | 0                   | 16                       | 9                        | 3                        | 73    | 36    | 16     | 0,49            |
| Chelsea FC Inglaterra | 1.ª           | 2013-14       | 21    | 9     | 5      | 5                   | 0                   | 0                   | 9                        | 3                        | 2                        | 35    | 12    | 7      | 0,34            |
| Chelsea FC Inglaterra | Total club    | Total club    | 21    | 9     | 5      | 5                   | 0                   | 0                   | 9                        | 3                        | 2                        | 35    | 12    | 7      | 0,34            |
| Everton FC Inglaterra | 1.ª           | 2014-15       | 14    | 3     | 1      | 2                   | 0                   | 0                   | 4                        | 1                        | 1                        | 20    | 4     | 2      | 0,20            |
| Everton FC Inglaterra | Total club    | Total club    | 14    | 3     | 1      | 2                   | 0                   | 0                   | 4                        | 1                        | 1                        | 20    | 4     | 2      | 0,20            |
| UC Sampdoria · Italia | 1.ª           | 2014-15       | 18    | 2     | 3      | —                   | —                   | —                   | —                        | —                        | —                        | 18    | 2     | 3      | 0,11            |
| UC Sampdoria · Italia | Total club    | Total club    | 18    | 2     | 3      | 0                   | 0                   | 0                   | 0                        | 0                        | 0                        | 18    | 2     | 3      | 0,11            |
| Antalyaspor Turquía | 1.ª           | 2015-16       | 31    | 20    | 6      | 1                   | 0                   | 0                   | —                        | —                        | —                        | 32    | 20    | 6      | 0,63            |
| Antalyaspor Turquía | 1.ª           | 2016-17       | 30    | 18    | 6      | —                   | —                   | —                   | —                        | —                        | —                        | 30    | 18    | 6      | 0,60            |
| Antalyaspor Turquía | 1.ª           | 2017-18       | 15    | 6     | 3      | —                   | —                   | —                   | —                        | —                        | —                        | 15    | 6     | 3      | 0,40            |
| Antalyaspor Turquía | Total club    | Total club    | 76    | 44    | 15     | 1                   | 0                   | 0                   | 0                        | 0                        | 0                        | 77    | 44    | 15     | 0,57            |
| Konyaspor Turquía | 1.ª           | 2017-18       | 13    | 6     | 1      | 1                   | 0                   | 1                   | —                        | —                        | —                        | 14    | 6     | 2      | 0,43            |
| Konyaspor Turquía | Total club    | Total club    | 13    | 6     | 1      | 1                   | 0                   | 1                   | 0                        | 0                        | 0                        | 14    | 6     | 2      | 0,43            |
| Qatar SC Catar | 1.ª           | 2018-19       | 17    | 6     | 1      | 4                   | 3                   | 0                   | —                        | —                        | —                        | 21    | 9     | 1      | 0,42            |
| Qatar SC Catar | Total club    | Total club    | 17    | 6     | 1      | 4                   | 3                   | 0                   | 0                        | 0                        | 0                        | 21    | 9     | 1      | 0,42            |
| Total carrera | Total carrera | Total carrera | 587   | 293   | 115    | 59                  | 28                  | 2                   | 116                      | 49                       | 27                       | 762   | 370   | 144    | 0,49            |
| (1) Incluye datos de la Supercopa de España (2003-06); Copa del Rey (1997-09); Supercopa de Italia / Copa Italia (2009-11); Copa de Rusia (2011-13); Copa de la Liga de Inglaterra (2013-14); FA Cup (2014-15); Copa de Turquía (2016-18); Copa de las Estrellas de Catar / Stars League de Catar Playoffs (2018-19). (2) Incluye datos de la Supercopa de la UEFA (2006-10); Copa Mundial de Clubes de la FIFA (2000-10); Liga de Campeones de la UEFA (1999-14); Copa de la UEFA/Liga Europa de la UEFA (2001-14). (3) Media de goles por encuentro. No incluye goles en partidos amistosos. |               |               |       |       |        |                     |                     |                     |                          |                          |                          |       |       |        |                 |

### Selecciones
| Selección | Temporada     | Amistosos | Amistosos | Amistosos | África(1) | África(1) | África(1) | Mundial(2) | Mundial(2) | Mundial(2) | Total | Total | Total  | Media goleadora |
| Selección | Temporada     | Part.     | Goles     | Asist.    | Part.     | Goles     | Asist.    | Part.      | Goles      | Asist.     | Part. | Goles | Asist. | Media goleadora |
| --- | ------------- | --------- | --------- | --------- | --------- | --------- | --------- | ---------- | ---------- | ---------- | ----- | ----- | ------ | --------------- |
| Olímpica Camerún | 2000          | —         | —         | —         | —         | —         | —         | 6          | 1          | 3          | 6     | 1     | 3      | 0,17            |
| Olímpica Camerún | Total         | 0         | 0         | 0         | 0         | 0         | 0         | 6          | 1          | 3          | 6     | 1     | 3      | 0,17            |
| Absoluta Camerún | 1997          | 3         | 0         | 0         | —         | —         | —         | —          | —          | —          | 3     | 0     | 0      | 0,00            |
| Absoluta Camerún | 1998          | 3         | 0         | 0         | 1         | 0         | 0         | 1          | 0          | 0          | 5     | 0     | 0      | 0,00            |
| Absoluta Camerún | 1999          | —         | —         | —         | 1         | 0         | 0         | —          | —          | —          | 1     | 0     | 0      | 0,00            |
| Absoluta Camerún | 2000          | 3         | 0         | 0         | 6         | 5         | 2         | —          | —          | —          | 9     | 5     | 2      | 0,56            |
| Absoluta Camerún | 2001          | 2         | 0         | 1         | 4         | 2         | 1         | 3          | 0          | 0          | 9     | 2     | 2      | 0,22            |
| Absoluta Camerún | 2002          | 4         | 3         | 1         | 6         | 1         | 3         | 3          | 1          | 1          | 13    | 5     | 5      | 0,39            |
| Absoluta Camerún | 2003          | 3         | 1         | 0         | —         | —         | —         | 4          | 1          | 0          | 7     | 2     | 0      | 0,29            |
| Absoluta Camerún | 2004          | 1         | 0         | 0         | 8         | 4         | 2         | —          | —          | —          | 9     | 4     | 2      | 0,44            |
| Absoluta Camerún | 2005          | 1         | 0         | 0         | 5         | 1         | 4         | —          | —          | —          | 6     | 1     | 4      | 0,17            |
| Absoluta Camerún | 2006          | —         | —         | —         | 5         | 5         | 2         | —          | —          | —          | 5     | 5     | 2      | 1,00            |
| Absoluta Camerún | 2007          | 1         | 0         | 0         | 2         | 1         | 1         | —          | —          | —          | 3     | 1     | 1      | 0,33            |
| Absoluta Camerún | 2008          | —         | —         | —         | 11        | 11        | 3         | —          | —          | —          | 11    | 11    | 3      | 1,00            |
| Absoluta Camerún | 2009          | 3         | 2         | 0         | 6         | 3         | 2         | —          | —          | —          | 9     | 5     | 2      | 0,56            |
| Absoluta Camerún | 2010          | 3         | 2         | 0         | 6         | 4         | 0         | 3          | 2          | 0          | 12    | 8     | 0      | 0,67            |
| Absoluta Camerún | 2011          | 4         | 2         | 0         | 4         | 2         | 1         | —          | —          | —          | 8     | 4     | 1      | 0,50            |
| Absoluta Camerún | 2012          | 1         | 0         | 0         | 1         | 0         | 0         | —          | —          | —          | 2     | 0     | 0      | 0,00            |
| Absoluta Camerún | 2013          | —         | —         | —         | 4         | 2         | 0         | —          | —          | —          | 4     | 2     | 0      | 0,50            |
| Absoluta Camerún | 2014          | 2         | 1         | 0         | —         | —         | —         | 1          | 0          | 0          | 3     | 1     | 0      | 0,33            |
| Absoluta Camerún | Total         | 34        | 11        | 2         | 70        | 41        | 21        | 15         | 4          | 1          | 119   | 56    | 24     | 0,47            |
| Total carrera | Total carrera | 34        | 11        | 2         | 70        | 41        | 21        | 21         | 5          | 4          | 125   | 57    | 27     | 0,46            |
| (1) Incluye los partidos de la Copa Africana de Naciones / Clasificatorias Africanas (1998-13). (2) Incluye los partidos de los Juegos Olímpicos (2000); Copa FIFA Confederaciones (2001-03). |               |           |           |           |           |           |           |            |            |            |       |       |        |                 |

### Resumen estadístico
| Competición           | Partidos | Goles | Promedio | Asistencias | Promedio | Goles y asistencias | Promedio |
| --------------------- | -------- | ----- | -------- | ----------- | -------- | ------------------- | -------- |
| Primera división      | 559      | 290   | 0,51     | 110         | 0,20     | 400                 | 0,72     |
| Segunda división      | 28       | 3     | 0,11     | 5           | 0,18     | 8                   | 0,29     |
| Copas nacionales      | 59       | 28    | 0,47     | 2           | 0,03     | 30                  | 0,51     |
| Copas internacionales | 116      | 49    | 0,42     | 27          | 0,23     | 76                  | 0,66     |
| Selección absoluta    | 119      | 56    | 0,47     | 24          | 0,20     | 80                  | 0,67     |
| Selección olímpica    | 6        | 1     | 0,17     | 3           | 0,50     | 4                   | 0,67     |
| Total                 | 887      | 427   | 0,48     | 171         | 0,19     | 598                 | 0,67     |

### Hat-tricks
| 1 | 2 de noviembre de 2005   | Camp Nou, Barcelona        | FC Barcelona - Panathinaikos FC   |  | 5 - 0 | Liga de Campeones de la UEFA 2005-06 |
| 2 | 21 de enero de 2006      | Academia Militar, El Cairo | Camerún - Angola                  |  | 3 - 1 | Copa Africana de Naciones 2006       |
| 3 | 24 de febrero de 2008    | Camp Nou, Barcelona        | FC Barcelona - Levante UD         |  | 5 - 1 | Primera División de España 2007-08   |
| 4 | 25 de octubre de 2008    | Camp Nou, Barcelona        | FC Barcelona - UD Almería         |  | 5 - 0 | Primera División de España 2008-09   |
| 5 | 8 de noviembre de 2008   | Camp Nou, Barcelona        | FC Barcelona - Real Valladolid CF |  | 6 - 0 | Primera División de España 2008-09   |
| 6 | 29 de septiembre de 2010 | Giuseppe Meazza, Milán     | Inter de Milán - Werder Bremen    |  | 4 - 0 | Liga de Campeones de la UEFA 2010-11 |
| 7 | 19 de enero de 2014      | Stamford Bridge, Londres   | Chelsea FC - Manchester United FC |  | 3 - 1 | Premier League 2013-14               |
| 8 | 30 de abril de 2017      | Adana 5 Ocak, Adana        | Adanaspor - Antalyaspor           |  | 2 - 5 | Superliga de Turquía 2016-17         |

## Palmarés

### Títulos nacionales
| Título                     | Club              | País   | Año     |
| -------------------------- | ----------------- | ------ | ------- |
| Copa del Rey               | R. C. D. Mallorca | España | 2002-03 |
| Primera División de España | F. C. Barcelona   | España | 2004-05 |
| Supercopa de España        | F. C. Barcelona   | España | 2005    |
| Primera División de España | F. C. Barcelona   | España | 2005-06 |
| Supercopa de España        | F. C. Barcelona   | España | 2006    |
| Primera División de España | F. C. Barcelona   | España | 2008-09 |
| Copa del Rey               | F. C. Barcelona   | España | 2008-09 |
| Serie A                    | Inter de Milán    | Italia | 2009-10 |
| Copa Italia                | Inter de Milán    | Italia | 2009-10 |
| Copa Italia                | Inter de Milán    | Italia | 2010-11 |
| Supercopa de Italia        | Inter de Milán    | Italia | 2010    |

### Títulos internacionales
| Título                            | Equipo                        | Sede          | Año       |
| --------------------------------- | ----------------------------- | ------------- | --------- |
| Juegos Olímpicos                  | Selección Olímpica de Camerún | Sídney        | 2000      |
| Copa Africana de Naciones         | Selección de Camerún          | Ghana Nigeria | 2000      |
| Copa Africana de Naciones         | Selección de Camerún          | Mali          | 2002      |
| Liga de Campeones de la UEFA      | Real Madrid FC                | Saint-Denis   | 1999-2000 |
| Liga de Campeones de la UEFA      | F. C. Barcelona               | Saint-Denis   | 2005-06   |
| Liga de Campeones de la UEFA      | F. C. Barcelona               | Roma          | 2008-09   |
| Liga de Campeones de la UEFA      | Inter de Milán                | Madrid        | 2009-10   |
| Copa Mundial de Clubes de la FIFA | Inter de Milán                | EAU           | 2010      |

(*) Incluyendo la selección

### Récords
- Único camerunés y único africano en ganar cuatro UEFA Champions League.[8] (Real Madrid 2000, Barcelona 2006 y 2009, Inter de Milán 2010)
- Uno de los cuatro jugadores en ganar la UEFA Champions League dos años consecutivos con diferente equipo (Compartido con Marcel Desailly, Paulo Sousa y Gerard Piqué).
- Único jugador africano en participar en cuatro Copas Mundiales de fútbol.
- Uno de los tres jugadores a nivel mundial en marcar en siete torneos oficiales distintos en un mismo año natural (2010). (Compartido con Fernando Torres (2012) y Lionel Messi (2015)).
- Único jugador en la historia ganar el triplete dos temporadas consecutivas.
- Máximo goleador histórico de la Selección de Camerún.
- Máximo goleador histórico de la Copa Africana de Naciones.
- Máximo goleador histórico del RCD Mallorca.

### Distinciones individuales
| Distinción                                                       | Año                    |
| ---------------------------------------------------------------- | ---------------------- |
| Futbolista africano del Año                                      | 2003, 2004, 2005, 2010 |
| Tercera posición en Jugador Mundial de la FIFA                   | 2005                   |
| Incluido en el once ideal de la FIFA                             | 2005                   |
| Incluido en el once ideal del FIFPro                             | 2005, 2006             |
| Mejor jugador de la Final de la Champions League                 | 2006                   |
| Delantero del año de la UEFA                                     | 2006                   |
| Trofeo Pichichi                                                  | 2006                   |
| Máximo goleador de la Copa Africana de Naciones                  | 2006                   |
| Quinto lugar en el Balón de Oro                                  | 2009                   |
| Balón de Oro ADIDAS al mejor jugador del Mundial de Clubes       | 2010                   |
| Premio Toyota al Mejor jugador de la Final del Mundial de Clubes | 2010                   |
| Máximo goleador de la Copa Italia (5 goles)                      | 2011                   |
| Golden Foot                                                      | 2015                   |

| Predecesor: Diego Forlán | Pichichi 2005-06 | Sucesor: Ruud van Nistelrooy |